# سوغات یزد
{{Multiple issues|

## شیرینی یزدی

### قطاب
قطاب نوعی شیرینی ایرانی است. این شیرینی از معروف‌ترین شیرینی‌های سنتی شهرهای یزد است.
یکی از لذیذترین، شناخته شده‌ترین و پرطرفدارترین شیرینی‌های یزدی قطاب است که از ارزش غذایی بالایی برخوردار است. بنا به شنیده‌ها و مستندات، پیشینه این شیرینی به اواخر دوره قاجار برمی گردد.

### باقلوای یزد
باقلوا گونه‌ای شیرینی است که در کشورهای ایران، ترکیه، جمهوری آذربایجان و کشورهای آسیای میانه و قفقاز، برخی کشورهای عربی، یونان، قبرس و برخی مناطق روسیه تهیه می‌شود.
قدیمی‌ترین نوع شیرینی در یزد محسوب می‌شود. گلاب، شکر، هل، آرد، بیکینگ پودر، زردهٔ تخم‌مرغ، خاک قند، شیر و روغن مواد اولیه این شیرینی را تشکیل می‌دهند، باقلوای یزد تفاوت‌هایی با انواع دیگر باقلوا دارد.

### کیک یزدی
کیک یزدی نوعی شیرینی بومی یزد در مرکز ایران است و بیشتر در خود استان یزد برای پذیرایی در مراسم مذهبی از آن استفاده می‌کنند.
کیک یزدی از آرد گندم، تخم مرغ مایع پاستوریزه، شکر، ماست پاستوریزه، روغن حیوانی، روغن گیاهی خوراکی، مغز پسته، خلال بادام، هل، بکینگ پودر تشکیل شده است.

### پشمک
پشمک پنبه ای و سبک یکی از خوش طعم‌ترین شیرینی‌های یزدی است که مواداولیه آن شربت اینورت (آب، شکر، آبلیمو)، آرد گندم، روغن حیوانی، روغن گیاهی خوراکی، هل است.

### سوهان خانی
یکی از پرطرفدارترین و خوش طعم‌ترین انواع سوهان، و از روغن حیوانی، روغن گیاهی خوراکی، شکر، آرد گندم، پودر جوانه گندم، مغز پسته، زرده تخم مرغ مایع پاستوریزه، هل تهیه می‌شود.

### سوهان آردی
سوهان آردی یکی از دو نوع سوهانی است که به شکل دایره ای و با ضخامت تقریباً یک سانتیمتر در یزد تهیه می‌شود.

### شیرینی نارگیلی
شیرینی نارگیلی یک نوع شیرینی نارگیلی است که مخصوص یزد است.

### حاجی بادام
حاجی بادام شیرینی کوچک دایره ای است که در یزد درست می شود.

### نان منقا
شیرینی که شبیح نان می باشد نان منقا است و مخصوص یزد می باشد.

### نقل یزدی
نقل یزدی مزه ای خوش دارد که طرفداران زیادی هم دارد.

## پارچه‌های یزدی

### شعربافی
یکی از هنرهای اصیل، سنتی و چشم نواز یزد، شعربافی است. بدون شک یزد شهری است که صنعت نساجی و پارچه‌های فاخر آن از سال‌های دور زبانزد بود تا جایی که مارکوپولو در سفرنامه اش می‌گوید: «پارچه‌های ابریشمی موسوم به «یزدی» نزد بازرگانان شهرت فراوانی دارد و به همه جای دنیا صادر می‌شود».

### ترمه
ترمه پارچه نفیس، خوش رنگ و بااصالتی است که تار آن از ابریشم طبیعی و گاهی نخ پنبه و پود آن از ابریشم، کرک و نخ است و تاچندی پیش و البته در حال حاضر نیز به صورت بسیار محدود با استفاده از مواد طبیعی و معمولاً گیاهی رنگ آمیزی می‌شده است. این پارچه به این دلیل که در گذشته با انگشت بافته می‌شد به انگشت باف معروف بود. امروز اما بافت آن به صورت نیمه دستی است. در بافت این پارچه تارها همه از یک جنس و رنگ هستند و تنها برای پودها انتخاب رنگ صورت می‌گیرد.